# Trypanosoma brucei
El Trypanosoma brucei és un paràsit protista que causa la tripanosomosi africana (o malaltia del son) en humans i animals a l'Àfrica. Hi ha tres subespècies:
- T. b. gambiense: causa la tripanosomosi crònica d'inici lent.
- T. b. rhodesiense: causa la tripanosomosi aguda d'inici ràpid.
- T. b. brucei: causa la tripanosomosi animal africana (o Nagano), igual que altres espècies de tripanosomes.

L'espècie parasita dos hostes, un vector insecte (la mosca tse-tse) i un hoste mamífer. A causa de la gran diferència entre aquests dos hostes, la cèl·lula experimenta canvis complexos per facilitar la seva supervivència en l'intestí dels insectes i en la sang dels mamífers. Així mateix, compta amb una única i notable coberta de glicoproteïna variant de superfície (VSG) per tal d'evitar al sistema immunitari de l'hoste.
Molta de la recerca sobre Trypanosoma brucei es realitza primer sobre Crithidia fasciculata, un organisme similar però que no és perillós per als éssers humans.

## Fisiologia
- Epimastigot: Només es troba en la mosca tse-tse. El cos basal es troba en posició anterior al núcli, amb un flagel llarg connectat al llarg del cos cel·lular.
- Tripomastigot: Es troba en la sang humana, generalment amb forma prima i llarga. Es reprodueix per bipartició. El cos basal és posterior al núcli, amb un flagel llarg connectat al llarg del cos cel·lular. Existeixen 4 subtipus de forme del tripomastigot:
  - Procíclic: Present a l'intestí de lamosca, proliferatiu.
  - Metacíclic: En les glàndules salivals de la mosca, no proliferatiu.
  - Esvelt: En el flux sanguini de l'home, proliferatiu.
  - Curt: En el flux sanguini de l'home, preadaptat a la mosca tse-tse, no proliferatiu.

## Cicle biològic
- A l'home:

La mosca tse-tse, injecta els tripomastigots metacíclics en el flux sanguini de l'hoste on es transformen en tripomastogots esvelts i es fusionen per fissió binària en diversos fluids del cos: sang, limfa, líquid cefalorraquidi… Alguns d'aquests es transformen en tripomastigots curts preadaptats a la mosca tse-tse.
- A la mosca tse-tse:

Quan una mosca pica a una persona infectada, els tripanosomes passen al seu sistema digestiu, allà es transformen en tripanosomes procíclics i es multipliquen per fissió binària, abandonen l'intestí i es transformen en epimastigotes, aquests es multipliquen en les glàndules salivals per tornar a ser tripomastigots metacíclics.

## Manifestacions clíniques
La infecció comença amb la invasió del torrent sanguini seguit de la invasió i destrucció del teixit cerebral. Les alteracions del cicle de la son, que li donen el nom a aquesta malaltia, són una característica important de la segona etapa de la malaltia. Sense tractament, la malaltia és mortal.
- Fase hemolimfàtica: úlcera en el lloc de la picadura, febre, mal de caps, miàlgies, artràlgies i limfadenopaties.
- Fase neurològica: Comença quan el paràsit a travessa la barrera hematoencefàlica i envaeix el sistema nerviós central. Encefalitis amb letargia, temblors, alteracions mentals, convulsions, paràlisis, incontinència i mort en 9-18 mesos.